# ブールドロ

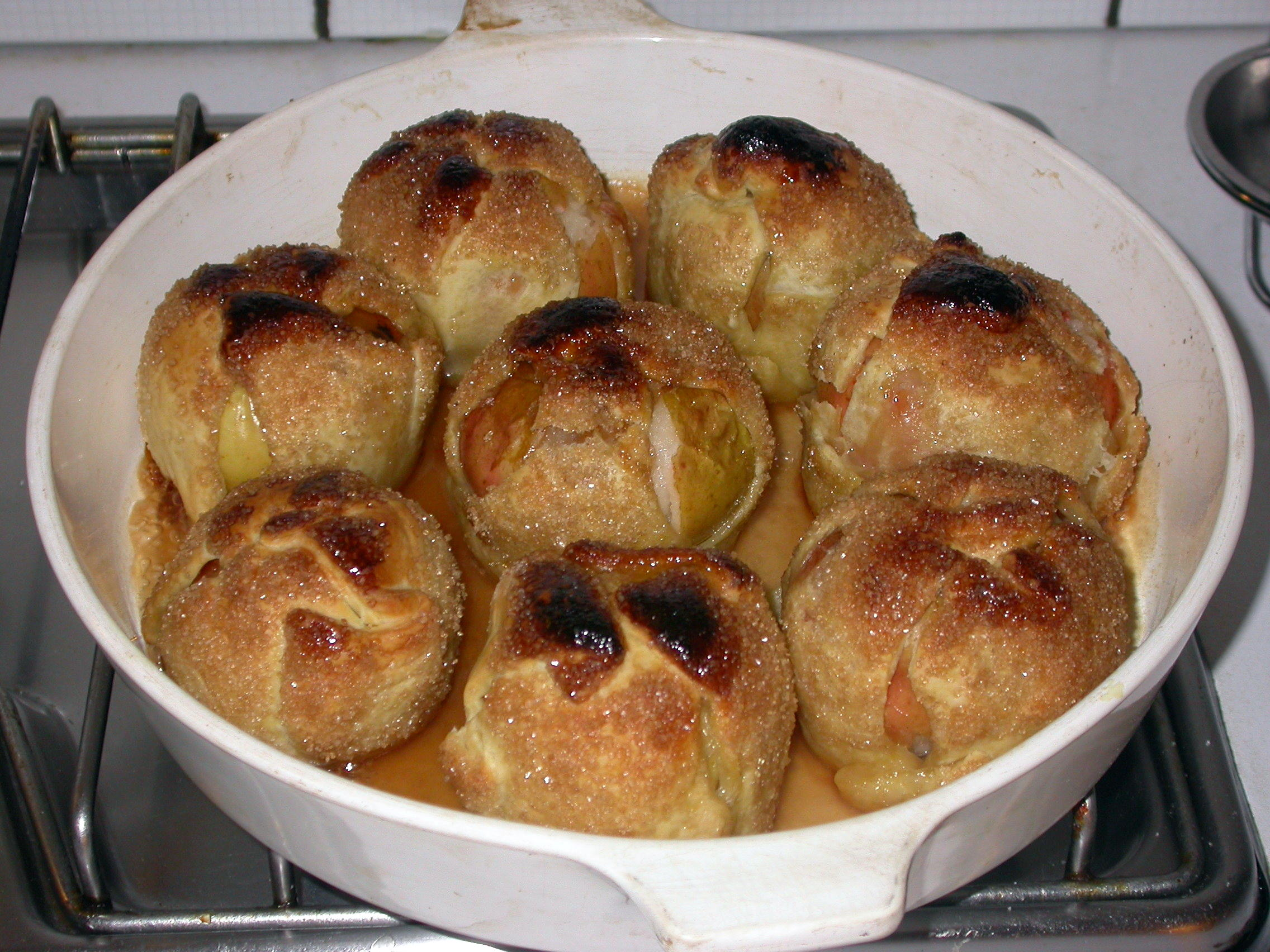
できたてのブールドロ

ブールドロまたはブルドロ (仏: bourdelot) は、丸のままのリンゴの実をパイ生地で包んで焼いたフランスの菓子。
16世紀には作られていた記録がある伝統的な菓子である。古くは脱穀作業の季節の晩に、近所から持ち寄った材料で作る習慣があった。ノルマンディー地方が本場とされる。
ブールドロというのはノルマンディーでの呼び名であり、語源はフランク語起源のフランス語の古語 "bihurder"（「冗談を言う」）とされる。パリ郊外のペルシュ地方ではブールデーヌ（bourdaine, 一般の意味は「私生児」）、オルレアンではガロパン（galopin, 「小僧」を指す名詞だが関連性は不明）、ピカルディ地域圏やアルデンヌ県ではラボート（rabbote, オランダ語の古語で「ウサギ」を指す robbe に由来）の地方名をもつ。ピカルディでは、タリビュール (talibur) とも呼ぶ。なお、オルレアンでの呼び名「ガロパン」は、ピカルディではブリオッシュを材料とした別の菓子を指す。

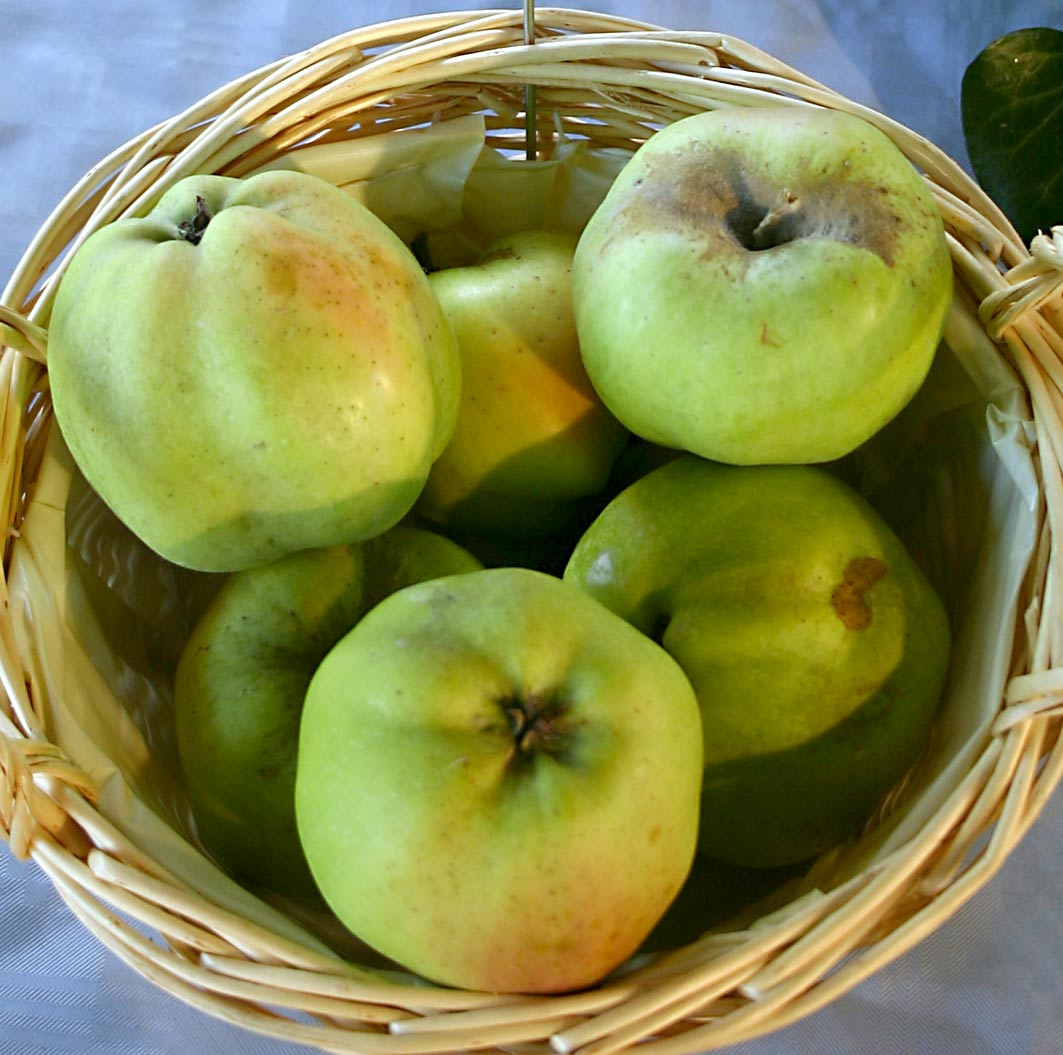
カルヴィル種系のリンゴの一つ :fr:Calville blanc d'hiver の実

作り方は、まず、焼きリンゴと同じようにリンゴの芯を抜いて砂糖とバター、あるいはグロゼイユ（フサスグリ）のジャム、アーモンドパウダーなどを詰める。リンゴはノルマンディー特産のカルヴィル種 (fr:Calville) を使うのが正統。折りパイ生地や練りパイ生地（ブリゼ生地）で包み、卵黄を塗ってオーブンで焼く。ラボート（ウサギ）の地方名で呼ぶアルデンヌ県では、生地で作った耳やレーズンの目で飾り付けて、ウサギの顔に見立てた形に作って焼くこともある。

## ドゥイヨン
ノルマンディーでは、リンゴではなく洋梨を使って同様の菓子を作ることもあり、ドゥイヨン (douillon) またはドワヨン (doillion) と呼んでいる（fr:Douillonも参照）。名前の由来は、ラテン語の "ductilis"（「柔軟な」）より派生したフランス語の古語 "doille"（「柔らかい」）である。

## 参考資料
- 日仏料理協会（編） 『フランス食の事典』（白水社、2000年）

## 関連資料
- 藤野真紀子 『フランスの素朴なお菓子』（オレンジページ、1999年）
- 『別冊 暮しの手帖 すてきなあなたに 秋冬』（暮しの手帖社、2005年）